# Anders Christensen Bording

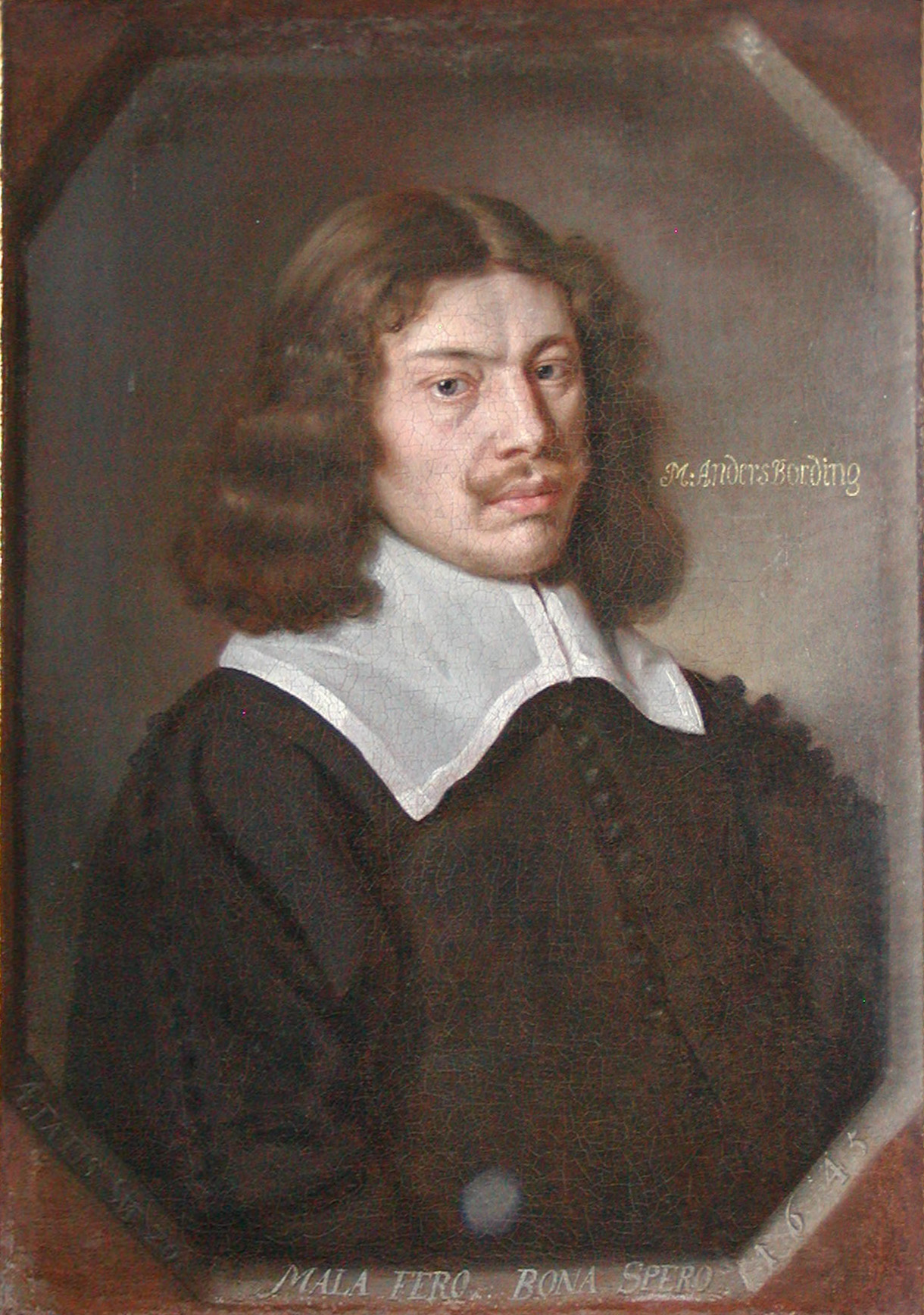
Anders Christensen Bording

Anders Christensen Bording (* 21. Januar 1619 in Ribe; † 24. Mai 1677) war ein dänischer Dichter.

## Leben
Anders Bording wurde Lektor der Theologie an der Schule in Ribe. 1666 siedelte er nach Kopenhagen über, wo König Friedrich III. ihm die Herausgabe der ersten dänischen politischen Zeitung Den danske Merkurius übertrug, welche 1666 bis 1677 jeden Monat in Reimen erschien.
Bereits vorher war er durch seine Lieder bekannt geworden. Seine Gedichte waren ohne ästhetischen Wert. Man sah in seinen Gedichten zum ersten Mal, dass die dänische Sprache sich vorzüglich zum Reimen eignet, dadurch erhielt Bording seine eigentliche Bedeutung in der Geschichte der dänischen Dichtkunst.